# Майка (Курганская область)
Майка — село в Щучанском районе Курганской области. Административный центр Майковского сельсовета.

## История
До 1917 года входило в состав Миасской волости Челябинского уезда Оренбургской губернии. По данным на 1926 год посёлок Ново-Петровский состоял из 20 хозяйств. В административном отношении входил в состав Притчинского сельсовета Миасского района Челябинского округа Уральской области.

## Население
| 1989 | 2002 | 2010 |
| ---- | ---- | ---- |
| 870  | ↘695 | ↘648 |

По данным переписи 1926 года в поселке проживало 80 человек (41 мужчина и 39 женщин), в том числе: русские составляли 100 % населения. По данным переписи 2002 года население села   составляло  85% русские , остальные - татары.